# 助けて!ママ!ベッドの下にリベラルがいるの!
『助けて！ママ！ベッドの下にリベラルがいるの！』(Help! Mom! There are Liberals Under my Bed!)は、ヒラリー・クリントンやエドワード・ケネディなどアメリカのリベラル派の政治家をカリカチュアした、児童向けの絵本である。保守的な価値観を擁護するために書かれた。キャサリン・ディブレクト作、ジム・ハメル画。2005年にカリフォルニアのWorld Ahead Publishingから出版されている(ISBN 0-9767269-0-4)。

## あらすじ
アメリカの小さな町に暮らすトミーとルーの兄弟は、レモネードを販売して家の庭に置くブランコを買うお金を貯めようと決意する。その夜、2人は不思議な場所「リベラランド」(Liberaland）にいる夢をみた。2人はリベラランドでもレモネードを売ってお金を貯めようとするのだが、高い税金をとる（エドワード・ケネディ似の）市長や、レモネードに入れる砂糖を減らしてグラス1杯につきブロッコリーを1切れいれることを義務付けるクランクトン議員たちに苦しめられる。ようやく夢から目を覚ました2人には、ある疑問がわいた。なぜ最後はリベラルに全て持っていかれるのに、一生懸命お金を貯めなければいけないのだろう？2人は答えこそ浮かばなかったが、せっかくリベラランドを抜け出したのだから、お金を貯めるためにがんばって働こうと思い直すのだった。

## 背景
この絵本はUSニューズ&ワールド・レポートで「保守派の子供のための絵本」として紹介されて一躍脚光を浴びた。ラジオパーソナリティのラッシュ・リンボーがこの本を褒めるなど、アメリカ国内では政治的な意味あいを含んだ反応が起こった。リンボーにラジオ番組で高い評価をされたことで、この本はAmazon.comでのセールスチャートが急上昇し、一時期はハリー・ポッターの最新作の次につけるほどだった。しかし同時にこの本は炎上することになり、同じ年に（自費）出版された『どうしてママは民主党員なの』とまとめてザ・デイリー・ショーから嘲弄的に取り上げられた。幼い子供は政治的なものを理解する能力に欠けており、このような題材に直接触れるには感受性が強すぎるからである。
メディアの報道を受けてヒラリー・クリントンの広報担当だったフィリペ・レインズ（彼もこの絵本の敵役の1人である）は「助けて！ママ！共和党が識字プログラムの予算をカットしているから僕この本が読めない！」というコメントを出している。作者のディブレクトはそれに対して「私の本を中傷しながら、私たちの生活にもっと政府が介入すべきだとヒラリーの広報担当が呼びかけるとは皮肉な話...。ヒラリーが地域ぐるみで子供に読書を教えようと考えているのは明らかだ」と応酬した。その後レインズはこの絵本の売り上げは間違いなく悲惨なものになるだろうと反撃したが、データによれば結果はむしろ反対だった。
2005年の終わりに、ニューヨーク・タイムズはこの絵本が一年間で最もブログに記事が書かれた本であると発表し、 パブリッシャーズ・ウィークリーでも特集された。
アメリカ国外でもイギリス、オーストラリア、インドのメディアからこの絵本は取り上げられている。